# 노고산2터널
노고산2터널(老姑山2터널)은 경기도 양주시 장흥면에 위치한 수도권제1순환고속도로 상의 터널으로, 2006년 6월 30일 송추 나들목 ~ 일산 나들목 구간과 함께 개통되었다. 길이는 구리 방면 995m, 일산 방면 975m이다.
터널 동쪽으로는 노고산1터널이, 서쪽으로는 양주요금소가 위치하고 있다. 일산 방면으로는 터널이 더 이상 없으며, 시흥시에 위치한 소래터널이 다음 터널이다.

## 정보
- 터널: 편도4차로, 쌍굴터널
- 제한속도: 100km/h
- 사패산통합방재센터에서 노고산2터널을 포함한 5개터널을 통합운영관리중이다.(노고산1,2터널, 사패산터널, 수락산터널, 불암산터널)

## 같이 보기
- 노고산1터널: 일산 방면, 다음 터널
- 사패산터널: 구리 방면, 다음 터널
- 수락산터널: 구리 방면, 다음 터널
- 불암산터널: 구리 방면, 다음 터널

- 인제양양터널(대한민국에서 가장 긴 터널)
- 사패산터널(세계에서 광폭4차로로 가장 긴 터널)